# Kožna paprat
Kožna paprat (himenofilum, tankolist; lat. Hymenophyllum), biljni rod iz porodice tankolistovki (Hymenophyllaceae), dio je razreda Polypodiopsida ili papratnica.
Pripada mu 316 vrsta i dva hibrida raširenih poglavito u neotropskim krajevima širom svijeta.
Potporodica je opisana u Outlines of Botany 324. 1835., a rod u Mémoires de l'Academie Royale des Sciences (Turin) 5: 418, pl. 9, f. 8. 1793.

## Vrste
1. Hymenophyllum abruptum Hook.
2. Hymenophyllum acanthoides (Bosch) Rosenst.
3. Hymenophyllum acutum (C. Presl) Ebihara & K. Iwats.
4. Hymenophyllum adiantoides Bosch
5. Hymenophyllum aeruginosum (Poir.) Carmich.
6. Hymenophyllum alveolatum C. Chr.
7. Hymenophyllum amabile Morton
8. Hymenophyllum andinum Bosch
9. Hymenophyllum angulosum Christ
10. Hymenophyllum angustum Bosch
11. Hymenophyllum antillense (Jenman) Jenman
12. Hymenophyllum apiculatum Mett. ex Kuhn
13. Hymenophyllum applanatum (A. M. Gray & R. G. Williams) Ebihara & K. Iwats.
14. Hymenophyllum apteryx M. Kessler & Sundue
15. Hymenophyllum archboldii (Copel.) C. V. Morton
16. Hymenophyllum armstrongii (Baker) Kuhn
17. Hymenophyllum asplenioides (Sw.) Sw.
18. Hymenophyllum assurgens M. Kessler & A. R. Sm.
19. Hymenophyllum australe Willd.
20. Hymenophyllum axillare Sw.
21. Hymenophyllum badium Hook. & Grev.
22. Hymenophyllum baileyanum Domin
23. Hymenophyllum balfourii Baker
24. Hymenophyllum barbatum (Bosch) Baker
25. Hymenophyllum bartlettii (Copel.) C. V. Morton
26. Hymenophyllum batuense Rosenst.
27. Hymenophyllum bicolanum Copel.
28. Hymenophyllum bivalve (G. Forst.) Sw.
29. Hymenophyllum blandum Racib.
30. Hymenophyllum bontocense Copel.
31. Hymenophyllum brachyglossum A. Braun ex Kunze
32. Hymenophyllum brachypus Sodiro
33. Hymenophyllum braithwaitei Ebihara & K. Iwats.
34. Hymenophyllum brassii C. Chr.
35. Hymenophyllum brevifrons Kunze
36. Hymenophyllum brevistipes Liebm.
37. Hymenophyllum bryoides C. W. Chen, Ebihara & K. Y. Cheng
38. Hymenophyllum bryophilum C. Chr.
39. Hymenophyllum caespitosum Gaudich.
40. Hymenophyllum caparaoense Brade
41. Hymenophyllum capense Schrad.
42. Hymenophyllum capillaceum Roxb.
43. Hymenophyllum capillare Desv.
44. Hymenophyllum capurroi de la Sota
45. Hymenophyllum cardunculus C. Chr.
46. Hymenophyllum caudiculatum Mart.
47. Hymenophyllum cocosense A. Rojas
48. Hymenophyllum compactum Bonap.
49. Hymenophyllum consanguineum C. V. Morton
50. Hymenophyllum copelandii C. V. Morton
51. Hymenophyllum cordobense (Hieron.) C. Larsen & Arana
52. Hymenophyllum corrugatum Christ
53. Hymenophyllum crassipetiolatum Stolze
54. Hymenophyllum crispatoalatum Hayata
55. Hymenophyllum crispatum Wall. ex Hook. & Grev.
56. Hymenophyllum crispum Kunth
57. Hymenophyllum cristatum Hook. & Grev.
58. Hymenophyllum cruentum Cav.
59. Hymenophyllum cuneatum Kunze
60. Hymenophyllum cupressiforme Labill.
61. Hymenophyllum darwinii Hook. fil.
62. Hymenophyllum delicatulum Sehnem
63. Hymenophyllum deltoideum C. Chr.
64. Hymenophyllum demissum (G. Forst.) Sw.
65. Hymenophyllum densipilosum A. Rojas
66. Hymenophyllum dentatum Cav.
67. Hymenophyllum denticulatum Sw.
68. Hymenophyllum dependens C. V. Morton
69. Hymenophyllum deplanchei Mett. ex Kuhn
70. Hymenophyllum devolii M. J. Lai
71. Hymenophyllum dicranotrichum (C. Presl) Sadeb.
72. Hymenophyllum digitatum (Sw.) Fosberg
73. Hymenophyllum dilatatum (G. Forst.) Sw.
74. Hymenophyllum dimidiatum Mett. ex Kuhn
75. Hymenophyllum diversilobum (C. Presl) Fée
76. Hymenophyllum eboracense Croxall
77. Hymenophyllum ectocarpon Fée
78. Hymenophyllum edanoi (Copel.) C. V. Morton
79. Hymenophyllum edentulum (Bosch) C. Chr.
80. Hymenophyllum elbertii Rosenst.
81. Hymenophyllum elegans Spreng.
82. Hymenophyllum elongatum J. W. Grimes
83. Hymenophyllum emarginatum Sw.
84. Hymenophyllum exquisitum T. C. Hsu & Y. S. Chao
85. Hymenophyllum exsertum Wall. ex Hook.
86. Hymenophyllum falklandicum Baker
87. Hymenophyllum farallonense Hieron.
88. Hymenophyllum feejeense Brack.
89. Hymenophyllum fendlerianum Sturm
90. Hymenophyllum ferax Bosch
91. Hymenophyllum ferrugineum Colla
92. Hymenophyllum fimbriatum J. Sm.
93. Hymenophyllum firmum Alderw.
94. Hymenophyllum flabellatum Labill.
95. Hymenophyllum flexuosum A. Cunn.
96. Hymenophyllum foersteri Rosenst.
97. Hymenophyllum foxworthyi Copel.
98. Hymenophyllum fragile (Hedw.) Morton
99. Hymenophyllum francii (Christ) Ebihara & K. Iwats.
100. Hymenophyllum frankliniae Colenso
101. Hymenophyllum fuciforme Sw.
102. Hymenophyllum fucoides (Sw.) Sw.
103. Hymenophyllum fujisanense Nakai
104. Hymenophyllum fumarioides Bory ex Willd.
105. Hymenophyllum fuscum (Blume) Bosch
106. Hymenophyllum gardneri Bosch
107. Hymenophyllum geluense Rosenst.
108. Hymenophyllum glaziovii Baker
109. Hymenophyllum gorgoneum Copel.
110. Hymenophyllum gracilescens Domin
111. Hymenophyllum hallieri Rosenst.
112. Hymenophyllum hastatum A. Rojas
113. Hymenophyllum heimii Tardieu
114. Hymenophyllum helicoideum Sodiro
115. Hymenophyllum hemidimorphum R. C. Moran & B. Øllg.
116. Hymenophyllum hemipteron Rosenst.
117. Hymenophyllum herzogii Rosenst.
118. Hymenophyllum hieronymi (Brause) C. Chr.
119. Hymenophyllum hirsutum (L.) Sw.
120. Hymenophyllum hirtellum Sw.
121. Hymenophyllum holochilum (Bosch) C. Chr.
122. Hymenophyllum horizontale C. V. Morton
123. Hymenophyllum hosei Copel.
124. Hymenophyllum humbertii C. Chr.
125. Hymenophyllum humboldtianum E. Fourn.
126. Hymenophyllum hygrometricum (Poir.) Desv.
127. Hymenophyllum imbricatum Blume
128. Hymenophyllum inaequale (Poir.) Desv.
129. Hymenophyllum integrivalvatum C. Sánchez
130. Hymenophyllum interruptum Kunze
131. Hymenophyllum involucratum Copel.
132. Hymenophyllum ivohibense Tardieu
133. Hymenophyllum jamesonii Hook.
134. Hymenophyllum javanicum Spreng.
135. Hymenophyllum jimenezii A. R. Sm. & M. Kessler
136. Hymenophyllum johorense Holttum
137. Hymenophyllum junghuhnii Bosch
138. Hymenophyllum kaieteurum Jenman
139. Hymenophyllum karstenianum J. W. Sturm
140. Hymenophyllum kerianum Watts
141. Hymenophyllum klabatense Christ
142. Hymenophyllum krauseanum Phil.
143. Hymenophyllum kuhnii C. Chr.
144. Hymenophyllum lamellatum Stolze
145. Hymenophyllum laminatum Copel.
146. Hymenophyllum lanatum Fée
147. Hymenophyllum lanceolatum Hook. & Arn.
148. Hymenophyllum latifrons Bosch
149. Hymenophyllum latisorum M. Kessler & A. R. Sm.
150. Hymenophyllum laxum (Copel.) C. V. Morton
151. Hymenophyllum ledermannii Brause
152. Hymenophyllum lehmannii Hieron.
153. Hymenophyllum leptocarpum Copel.
154. Hymenophyllum leratii Rosenst.
155. Hymenophyllum levingei C. B. Clarke
156. Hymenophyllum lherminieri Mett. ex Kuhn
157. Hymenophyllum lindenii Hook.
158. Hymenophyllum lineare (Sw.) Sw.
159. Hymenophyllum lobatoalatum Klotzsch
160. Hymenophyllum lobbii Moore ex Bosch
161. Hymenophyllum longifolium Alderw.
162. Hymenophyllum longissimum (Ching & P. S. Chiu) K. Iwats.
163. Hymenophyllum lyallii Hook. fil.
164. Hymenophyllum macgillivrayi (Baker) Copel.
165. Hymenophyllum macroglossum Bosch
166. Hymenophyllum macrosorum Alderw.
167. Hymenophyllum macrothecum Fée
168. Hymenophyllum maderense Gibby & Lovis
169. Hymenophyllum malingii (Hook.) Mett.
170. Hymenophyllum marginatum Hook. & Grev.
171. Hymenophyllum matthewsii Bosch
172. Hymenophyllum maxonii Christ ex Morton
173. Hymenophyllum megistocarpum (Copel.) C. V. Morton
174. Hymenophyllum melanosorum (Copel.) C. V. Morton
175. Hymenophyllum microcarpum Desv.
176. Hymenophyllum microchilum (Baker) C. Chr.
177. Hymenophyllum mikawanum (Seriz.) Seriz.
178. Hymenophyllum minimum A. Rich.
179. Hymenophyllum mirificum Morton
180. Hymenophyllum mnioides Baker
181. Hymenophyllum molle C. V. Morton
182. Hymenophyllum mortonianum Lellinger
183. Hymenophyllum mossambicense (Schelpe) Schippers
184. Hymenophyllum multialatum C. V. Morton
185. Hymenophyllum multicristatum A. Rojas
186. Hymenophyllum multifidum (G. Forst.) Sw.
187. Hymenophyllum myriocarpum Hook.
188. Hymenophyllum nahuelhuapiense Diem & J. S. Licht.
189. Hymenophyllum nanostellatum Lellinger
190. Hymenophyllum nanum Sodiro
191. Hymenophyllum neocaledonicum (C. Chr.) Rouhan & C. Del Rio
192. Hymenophyllum nephrophyllum Ebihara & K. Iwats.
193. Hymenophyllum nitiduloides Copel.
194. Hymenophyllum nitidulum (Bosch) Ebihara & K. Iwats.
195. Hymenophyllum novoguineense (Rosenst.) K. Iwats.
196. Hymenophyllum nutantifolium Alderw.
197. Hymenophyllum obtusum Hook. & Arn.
198. Hymenophyllum okadai Masam.
199. Hymenophyllum oligosorum Makino
200. Hymenophyllum ooides F. Muell. & Baker ex Baker
201. Hymenophyllum ovatum Copel.
202. Hymenophyllum pachydermicum Ces.
203. Hymenophyllum pallidum (Blume) Ebihara & K. Iwats.
204. Hymenophyllum palmatifidum (Müll. Berol.) Ebihara & K. Iwats.
205. Hymenophyllum paniculiflorum C. Presl
206. Hymenophyllum paniense Ebihara & K. Iwats.
207. Hymenophyllum pantotactum Alderw.
208. Hymenophyllum parallelocarpum Hayata
209. Hymenophyllum paucicarpum Jenman
210. Hymenophyllum pectinatum Cav.
211. Hymenophyllum peltatum (Poir.) Desv.
212. Hymenophyllum penangianum Matthew & Christ ex Christ
213. Hymenophyllum perparvulum Alderw.
214. Hymenophyllum perrieri Tardieu
215. Hymenophyllum pilosissimum C. Chr.
216. Hymenophyllum pilosum Alderw.
217. Hymenophyllum platylobum Bosch
218. Hymenophyllum plicatum Kaulf.
219. Hymenophyllum plumieri Hook. & Grev.
220. Hymenophyllum plumosum Kaulf.
221. Hymenophyllum pluviatile Perrie & Brownsey
222. Hymenophyllum pollemonianum Rosenst.
223. Hymenophyllum polyanthos (Sw.) Sw.
224. Hymenophyllum poolii Baker
225. Hymenophyllum praetervisum Christ
226. Hymenophyllum prionema Kunze
227. Hymenophyllum proctoris C. Sánchez
228. Hymenophyllum productum Kunze
229. Hymenophyllum protrusum Hook.
230. Hymenophyllum pulchellum Schltdl. & Cham.
231. Hymenophyllum pulcherrimum Colenso
232. Hymenophyllum pumilio Rosenst.
233. Hymenophyllum pumilum C. Moore
234. Hymenophyllum punctisorum Rosenst.
235. Hymenophyllum pyramidatum Desv.
236. Hymenophyllum quetrihuense Diem & J. S. Licht.
237. Hymenophyllum ramosii Copel.
238. Hymenophyllum rarum R. Br.
239. Hymenophyllum recurvum Gaudich.
240. Hymenophyllum reinwardtii Bosch
241. Hymenophyllum revolutum Colenso
242. Hymenophyllum ridleyi (Copel.) comb. ined.
243. Hymenophyllum ringens Christ
244. Hymenophyllum riukiuense Christ
245. Hymenophyllum rolandi-principis Rosenst.
246. Hymenophyllum roraimense C. V. Morton
247. Hymenophyllum rubellum Rosenst.
248. Hymenophyllum rufescens Kirk
249. Hymenophyllum rufifolium Alderw.
250. Hymenophyllum rufifrons Alderw.
251. Hymenophyllum rufum Fée
252. Hymenophyllum rugosum C. Chr. & Skottsb.
253. Hymenophyllum ruizianum (Klotzsch) Kunze
254. Hymenophyllum saenzianum L. D. Gómez
255. Hymenophyllum salakense Racib.
256. Hymenophyllum sampaioanum Brade & Rosenst.
257. Hymenophyllum sanguinolentum (G. Forst.) Sw.
258. Hymenophyllum scabrum A. Rich.
259. Hymenophyllum secundum Hook. & Grev.
260. Hymenophyllum semialatum T. C. Hsu
261. Hymenophyllum semiglabrum Rosenst.
262. Hymenophyllum senterreanum Dubuisson & Deblauwe
263. Hymenophyllum seramense K. Iwats., M. Kato & Ebihara
264. Hymenophyllum sericeum (Sw.) Sw.
265. Hymenophyllum serrulatum (C. Presl) C. Chr.
266. Hymenophyllum seselifolium C. Presl
267. Hymenophyllum sibthorpioides (Bory ex Willd.) Mett. ex Kuhn
268. Hymenophyllum sieberi (C. Presl) Bosch
269. Hymenophyllum silvaticum C. V. Morton
270. Hymenophyllum silveirae Christ
271. Hymenophyllum simonsianum Hook.
272. Hymenophyllum simplex C. V. Morton
273. Hymenophyllum sodiroi C. Chr.
274. Hymenophyllum soriemersum Rouhan & C. Del Rio
275. Hymenophyllum splendidum Bosch
276. Hymenophyllum stenocladum (Ching & P. S. Chiu) K. Iwats.
277. Hymenophyllum subdemissum Christ
278. Hymenophyllum subobtusum Rosenst.
279. Hymenophyllum subrigidum Christ
280. Hymenophyllum superbum Morton
281. Hymenophyllum taiwanense (Tagawa) C. V. Morton
282. Hymenophyllum talamancanum A. Rojas
283. Hymenophyllum taliabense Alderw.
284. Hymenophyllum tarapotense Stolze
285. Hymenophyllum tayloriae Farrar & Raine
286. Hymenophyllum tegularis (Desv.) Proctor & Lourteig
287. Hymenophyllum tenerum Bosch
288. Hymenophyllum thuidium Harr.
289. Hymenophyllum todjambuense Kjellb.
290. Hymenophyllum tomaniiviense (Brownlie) Ebihara & K. Iwats.
291. Hymenophyllum tomentosum Kunze
292. Hymenophyllum tortuosum Hook. & Grev.
293. Hymenophyllum trapezoidale Liebm.
294. Hymenophyllum treubii Racib.
295. Hymenophyllum triangulare Baker
296. Hymenophyllum trichomanoides Bosch
297. Hymenophyllum trichophorum (Alderw.) Ebihara & K. Iwats.
298. Hymenophyllum trichophyllum Kunth
299. Hymenophyllum trifoliatum (L.) Proctor & Lourteig
300. Hymenophyllum tunbrigense (L.) Sm.
301. Hymenophyllum turquinense C. Sánchez
302. Hymenophyllum umbratile Diem & J. S. Licht.
303. Hymenophyllum undulatum (Sw.) Sw.
304. Hymenophyllum urbanii Brause
305. Hymenophyllum valvatum Hook. & Grev.
306. Hymenophyllum verecundum Morton
307. Hymenophyllum veronicoides C. Chr.
308. Hymenophyllum vestitum (C. Presl) Bosch
309. Hymenophyllum viguieri Tardieu
310. Hymenophyllum villosum Colenso
311. Hymenophyllum vittatum Copel.
312. Hymenophyllum walleri Maiden & Betche
313. Hymenophyllum whitei Goy
314. Hymenophyllum wilsonii Hook.
315. Hymenophyllum wrightii Bosch
316. Hymenophyllum zamboanganum (Copel.) comb. ined.
317. Hymenophyllum × scopulorum Rumsey & F. J. Roberts
318. Hymenophyllum × tucuchense (Jermy & T. G. Walker) C. D. Adams & Baksh.-Com.